# International Press Academy
Die International Press Academy (IPA) ist ein Zusammenschluss von professionellen Entertainment-Journalisten im In- und Ausland. Die IPA wurde 1996 als Ableger der Hollywood Foreign Press Association (HFPA) von Mirjana van Blaricom gegründet. Ein Jahr später wurden die Satellite Awards als Gegenveranstaltung zu den Golden Globes ins Leben gerufen.
Sitz ist Beverly Hills.